# Uwe Hans Wilken
Uwe Hans-Joachim Wilken (* 22. Januar 1937 in Hamburg; † 16. Oktober 2001 in Hamburg) war ein deutscher Schriftsteller und Autor vor allem von Westernromanen. Er lebte zeitweise in El Paso/Texas, Denia/Spanien und zuletzt in Fez/Marokko.

## Biografie
Wilken wuchs in Hamburg unter dem Namen Uwe Tieck bei Pflegeeltern auf, bei einer wohlhabenden Hamburger Kaufmannsfamilie, die u. a. freundschaftliche Beziehungen zur Familie von Carl Hagenbeck (Hagenbecks Tierpark) unterhielt. Als junger Mann machte er sich auf die Suche nach seiner Herkunft. Erst nach aufwändigen Recherchen brachte er Näheres darüber in Erfahrung. Dabei lernte er seine Mutter nur flüchtig kennen. Er nahm damals seinen wirklichen Namen Wilken wieder an.
Das Motiv der unbekannten Identität und Herkunft thematisierte Wilken später immer wieder auch in seinen Romanen. Besonders kennzeichnend ist es für seinen Helden Cheyenne, aber auch für die Figur des Trappers Dan Oakland, der  von Wilken als „einsamer Kämpfer zwischen Weiss und Rot stehend“ charakterisiert wird.
Bereits als 16-jähriger Schüler schrieb Wilken Geschichten, meist Tiererzählungen, für Jugendzeitschriften und Tageszeitungen. Mit 19 Jahren schrieb er seinen ersten Western, Der Sattelwolf. Nachdem zwölf Verlage das Manuskript zurückgeschickt hatten, nahm ihn der Paul Feldmann-Verlag Köln unter Vertrag. Seine Bücher waren in den 1960er- und 1970er-Jahren Bestseller. Sie erschienen als Leihbücher und Heftromane. Sein Werk umfasst weit mehr als 600 Romane (erschienen im Kelter Verlag Hamburg sowie im Blitz-Verlag), darunter die Serien Dan Oakland Story, Zurdo und Cheyenne. Über 80 Millionen verkaufte Exemplare fanden zu seinen Lebzeiten ihre Leser. Neben seinem Hauptwerk im Westerngenre schrieb er auch Kriminalromane und Fernfahrer-Geschichten.
Die Bücher U. H. Wilkens erschienen weltweit in zahlreichen Übersetzungen (so u. a. auch in Brasilien, China und Israel).
Im bürgerlichen Leben machte Wilken eine Ausbildung zum Im- und Exportkaufmann. Er arbeitete zunächst bei der Lufthansa und wechselte dann zur Luftwaffe der Bundeswehr. Seine schriftstellerische Tätigkeit betrieb er neben dem Dienst. Mehrfach besuchte er in dienstlichen Missionen die USA, so dass er als einer von wenigen deutschen Trivialwesternautoren die Schauplätze seiner Geschichten aus eigener Anschauung kannte. Später schied er auf eigenen Wunsch aus der Bundeswehr aus, um sich ganz der Schriftstellerei zu widmen.

### Pseudonyme
- U. H. Wilken, Les Willcox, Colin Scope sowie die Verlagspseudonyme Tom Frisco und Benito Martinez.